# Medal Honorowy za Czterdziestoletnią Wierną Służbę
Medal Honorowy za Czterdziestoletnią Wierną Służbę (niem. Ehren-Medaille für vierzigjährige treue Dienste) – austriackie i austro-węgierskie odznaczenie.

## Historia
Medal Honorowy za Czterdziestoletnią Wierną Służbę został ustanowiony 18 sierpnia 1898 z okazji 50. rocznicy objęcia tronu cesarza przez Franciszka Józefa I. Zgodnie z wolę cesarza datą założenia odznaczenia miał być dokładny dzień 50. rocznicy objęcia przez niego tronu, tj. 2 grudnia 1898.
Medal był przeznaczony do honorowania osób pełniącym długoletnią służbę, zarówno wojskowych jak i cywilów. Na awersie brązowego medalu widniała podobizna cesarza oraz okalający ją napis „FRANC IOS. I. D. G. IMP. AVST. REX BOH. ETC. ET REX AP. HVNG.” (rozwinięcie: Franciszek Józef I, z Bożej Łaski cesarz Austrii, król Czech itd., apostolski król Węgier), na rewersie inskrypcja „XXXX ANNORVM” (40 lat) i słowa „SIGNVM LABORIS FIDELITER PERACTI” (dosł. znak ukończonej wiernej pracy). Medal został ustanowiony w jednym rodzaju (złotym). Był noszony na wstążce czerwonej w przypadku osób cywilnych, a na żółtej z czarnymi paskami wzdłuż krawędzi w przypadku osób wojskowych. Medal miał średnicę 35 mm, a wstążka 40 mm szerokości i składana była w trójkąt.

## Odznaczeni
Do 1918 jedyną kobietą odznaczoną Medalem była Aniela Zyzańska, służąca ze Ślemienia.